# Julián Vara
Julián Vara López (Madrid, 17 november 1983) is een Spaans voormalig profvoetballer die als middenvelder speelde.

## Clubvoetbal
Vara speelde van 2004 tot 2007 voor Atlético Madrid B dat hem in het seizoen 2004/15 verhuurde aan CD Las Rozas wat uitkwam in de Tercera División. Julián Vara maakt zijn debuut voor Atlético Madrid in de uitwedstrijd tegen Valencia CF op 6 mei 2006 11 minuten voor tijd, als vervanger voor Mateja Kezman om de 1-1 vast te houden. Een week later valt de speler wederom in tegen Real Betis, 5 minuten voor tijd. In het seizoen 2006/07 is hij nog niet bij de selectie gehaald van Atlético Madrid en speelt de speler elke wedstrijd voor het beloftenteam Atlético Madrid B. Voor het seizoen 2007/08 wordt de speler verhuurd aan Celta de Vigo wat uitkomt in de Segunda División A. Hierna vervolgde hij zijn loopbaan bij SD Huesca (2008/09), AD Alcorcón (2009/10), het Griekse GS Ilioupoli (2010/11) en CD Torrijos (2011/12). Hij besloot zijn carrière in het seizoen 2012/13 bij Real Aranjuez FC.